# Монтескано
Монтеска̀но (на италиански: Montescano, на местен диалект: Munscän, Мунскен) е село и община в Северна Италия, провинция Павия, регион Ломбардия. Разположено е на 208 m надморска височина. Населението на общината е 428 души (към 2017 г.).